# Алтое (Пјаченца)
Алтое је насеље у Италији у округу Пјаченца, региону Емилија-Ромања.
Према процени из 2011. у насељу је живело 203 становника. Насеље се налази на надморској висини од 130 м.